# Чёрный тюльпан (сайт)
Международный военно-патриотический интернет-проект «Мемориал воинов-афганцев „Чёрный Тюльпан“» — некоммерческий веб-сайт, созданный группой энтузиастов в феврале 2012 года. На сайте публикуются биографии воинов-интернационалистов, погибших в ходе Афганской войны (1979—1989) и умерших после возвращения из Афганистана, а также фотографии мемориалов, памятников, памятных знаков, мемориальных досок и музейных экспозиций, посвящённых Афганской войне.

## История
В ходе Афганской войны (декабрь 1979 — февраль 1989) по официальным данным на территории Демократической Республики Афганистан погибло и умерло от ран и болезней 15 051 человек, получили ранения — 53 753 человека и пропали без вести (на момент вывода войск) — 417 человек. За прошедшие после вывода почти 25 лет умерло значительное количество ветеранов Афганской войны. Так, на 2008 год в Белоруссии из 30 тысяч ветеранов умерло почти 10 тысяч, а на 2009 год в Житомирской области Украины количество умерших ветеранов в 7 раз превысило количество погибших на войне.
Самым кровопролитным в ходе конфликта стал 1984 год - 40-я армия ОКСВ потеряла 2343 военнослужащих.
Международный патриотический интернет-проект «Мемориал воинов-афганцев „Чёрный Тюльпан“» был создан в феврале 2012 года для увековечивания памяти воинов, погибших в Афганистане и умерших после войны. В настоящий момент проект поддерживается авторским коллективом из 3 человек, которому удаётся размещать на страницах портала до 5-10 биографий воинов-интернационалистов в неделю. Редакторы сайта ведут активную работу с ветеранскими организациями, а также с неравнодушными людьми в разных регионах России и стран СНГ.
Мемориальные страницы воинов-афганцев, которые размещаются на сайте, состоят из портрета, изображения наград, биографии и фотографии могилы воина. Также мемориальная страница может содержать дополнительные фото, связанные с воином-афганцем. В случае, если на сайте размещён мемориал, памятник, мемориальная доска или памятный знак, посвящённый воину-афганцу, то на мемориальной странице отображается активная ссылка на страницу мемориала, а на странице мемориала ссылка на биографию. Первая биография размещена 15 февраля 2012 года.
По состоянию на 8 ноября 2015 года сайт «Мемориал воинов-афганцев „Чёрный Тюльпан“» содержит 1053 биографии воинов-интернационалистов и фотографии 373 мемориалов, памятников, мемориальных досок и музейных экспозиций.
- Мемориальная страница Героя Российской Федерации Амосова С.А.
- Мемориальная страница Героя Советского Союза Мироненко А.Г. Фото могилы из экспедиции "Возвращение в Афганистан"
- Страница памятника "Чёрный Тюльпан" (Екатеринбург)
- Страница мемориала кыргызстанцам, павшим в Афганистане (Бишкек). Фото мемориала из экспедиции "Возвращение в Афганистан"

## Экспедиция «Возвращение в Афганистан»
С 6 по 26 июля 2013 года прошла экспедиция «Возвращение в Афганистан», организаторами которой стали авторы проекта «Мемориал воинов-афганцев „Чёрный Тюльпан“». За 21 день участники экспедиции посетили Кыргызстан, Узбекистан, Таджикистан и Афганистан, где были сделаны фотографии могил воинов-афганцев (Бишкек, Душанбе, Бухара), мемориала кыргызстанцам павшим в Афганистане (Бишкек) и других, проведены встречи с руководством Кыргызского республиканского союза ветеранов Афганистана. В самом Афганистане в результате общения с местными жителями, участниками и очевидцами событий Афганской войны собраны ценные материалы об отношении афганцев к «шурави» спустя почти 25 лет после окончания войны.

## Награды
- 2013 год — сайт «Мемориал воинов-афганцев „Чёрный Тюльпан“» стал призёром 13 Всероссийского Конкурса «Золотой сайт» в номинации «Социально-значимые и благотворительные проекты». [6]